# Адельбоден
А́дельбоден (нем. Adelboden) — коммуна в Швейцарии, в кантоне Берн. 
Входит в состав округа Фрутиген. Население составляет 3437 человек (на 31 декабря 2015 года). Официальный код — 0561.
Адельбоден известен своими горнолыжными трассами, здесь регулярно проходят этапы Кубка мира по горнолыжному спорту, обычно в слаломе и гигантском слаломе.